# Schutzsignale

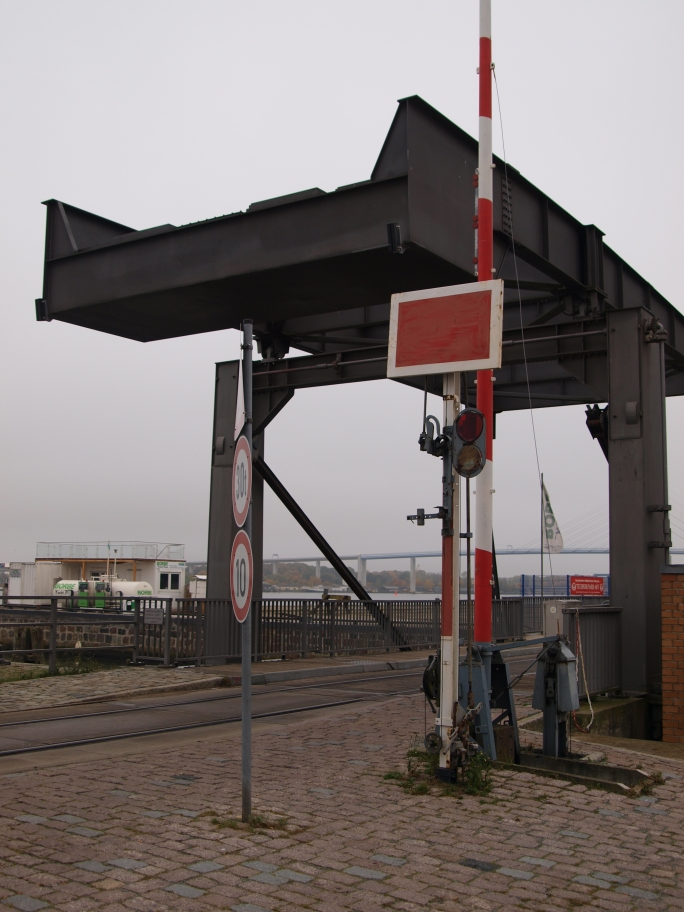
Bewegliche Sh-2-Scheibe als Brückendeckungssignal im Stralsunder Hafen

Schutzsignale sind eine Gruppe von Signalbegriffen für Eisenbahnsignale. Sie dienen dazu, ein Gleis abzuriegeln, den Auftrag zum Halten zu erteilen oder die Aufhebung eines Fahrverbots anzuzeigen. Schutzsignale werden an Sperrsignalen, Hauptsignalen, Gleissperren, als Abschlusssignal von Stumpfgleisen oder als Wärterhaltscheiben gezeigt. Sie gelten für Zug- und Rangierfahrten.

## Deutschland

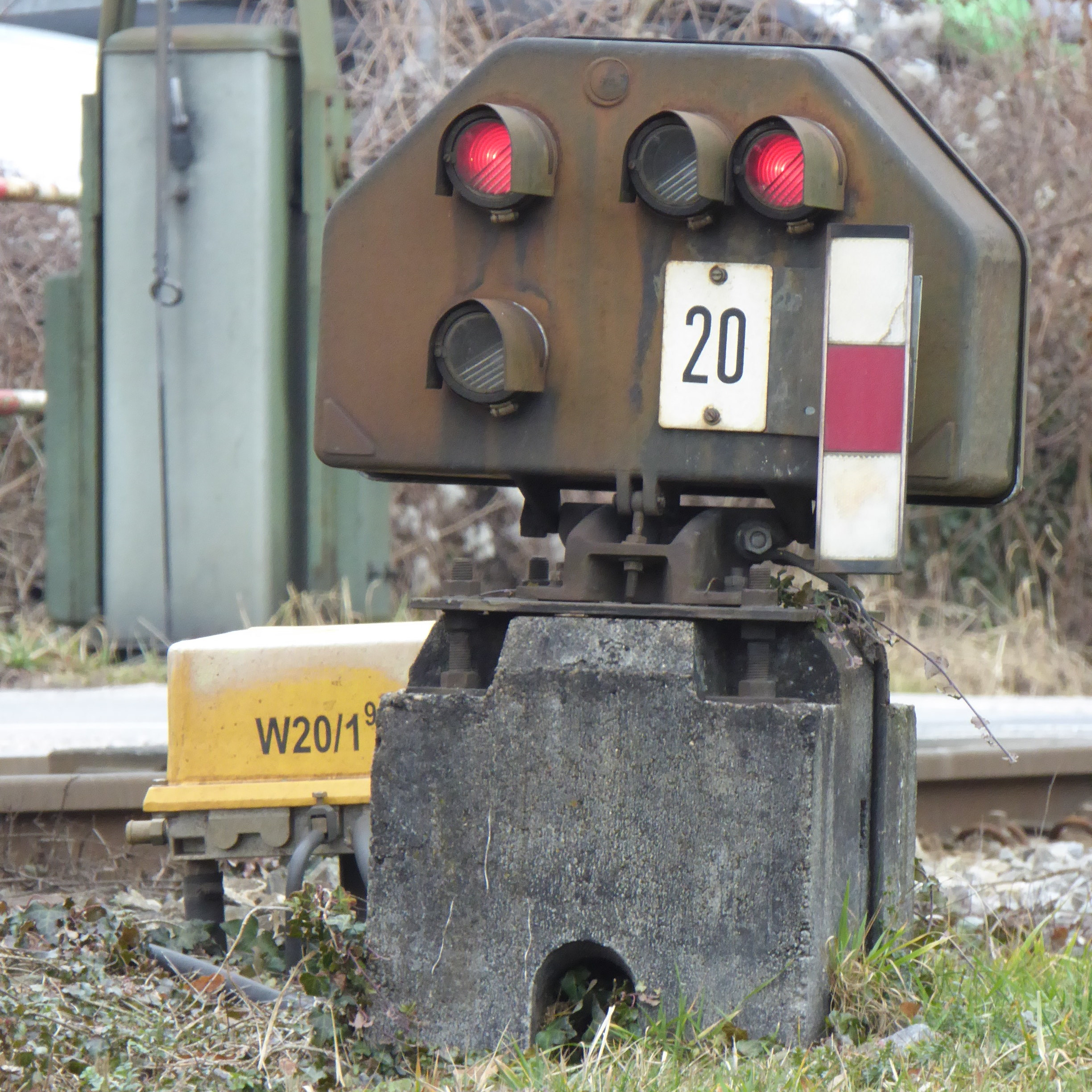
Signal Hp 0 an einem niedrigstehenden Lichtsperrsignal im DS-Gebiet (Bad Aibling)

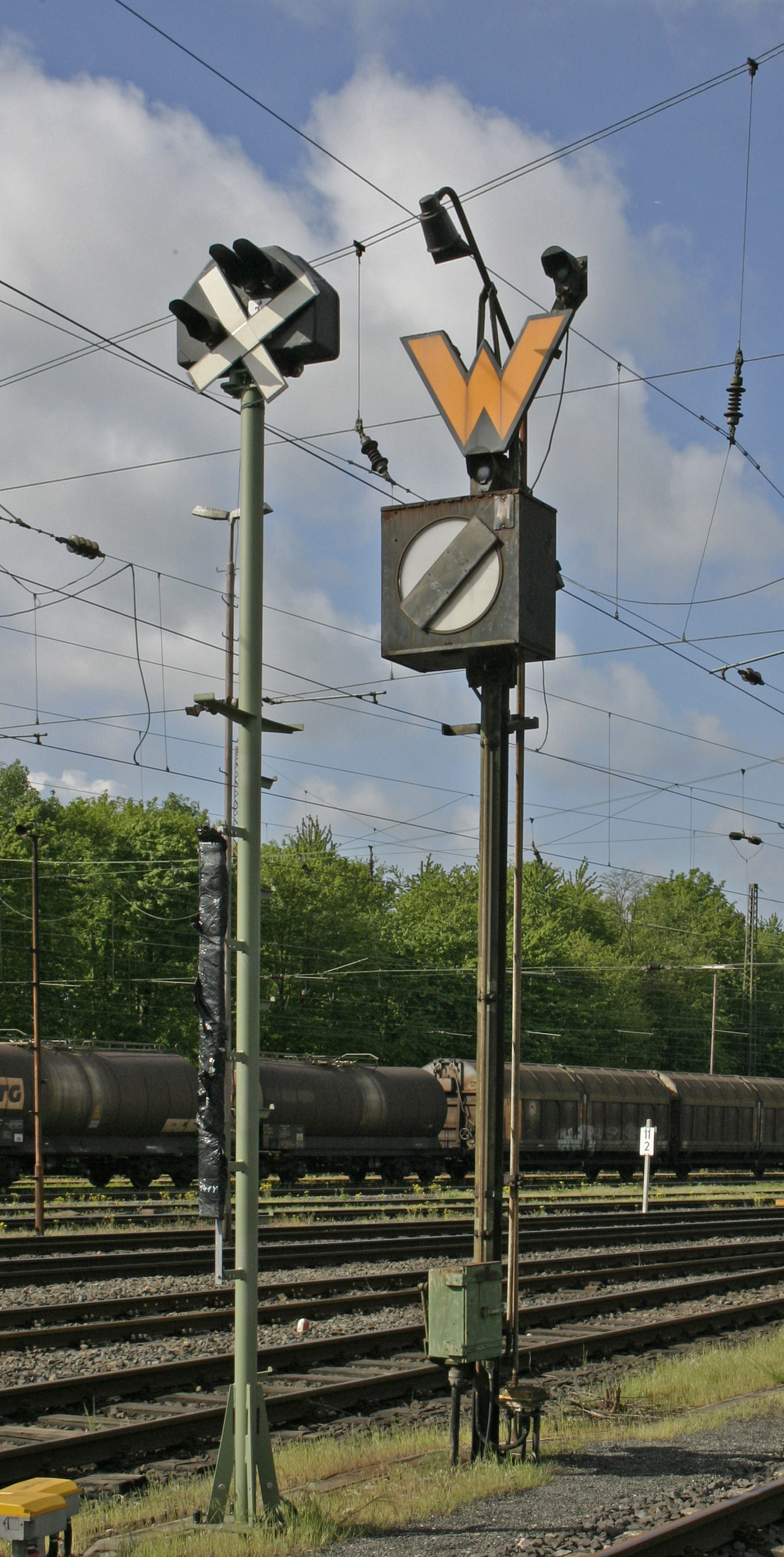
Kombination aus Formsperrsignal (Sh 0/1), Wartezeichen (Ra 11) und Lichtsperrsignal (Sh 1) im DS-Gebiet (Oberhausen West), 2018

Bis 1959 bildeten die heutigen Schutzsignale Sh 0, 1 und 2 zusammen mit dem Vorrück- und Ersatzsignal sowie der Deckungsvorscheibe die besondere Gruppe der Fahrverbot- und Fahrerlaubnissignale (Ve). Bei der Deutschen Reichsbahn trugen die Formsignale der heutigen Begriffe Sh 0 und 1 sowie Wn 7 danach die Bezeichnung Gleissperrsignal (Gsp). Die Abkürzung „Sh“ stand bis Mitte der 1990er Jahre für Schutzhaltsignal.
Deutsche Sperrsignale zeigen Signalbilder aus der Gruppe der Schutzsignale und Hp 0. Das Lichtsignal Sh 1 (Gebiet der ehem. DB) bzw. das Signal Ra 12 (Gebiet der ehem. DR) wird zudem an Wartezeichen (Ra 11 bzw. Ra 11a) gezeigt.
| Formsignal                                                        | Beschreibung | Lichtsignal                                          |
| ----------------------------------------------------------------- | --- | ---------------------------------------------------- |
|                                                                   | Hp 0 – „Halt.“Mit der Bekanntgabe 18 des Gemeinsamen Signalbuchs entfiel der Begriff Sh 0 als Lichtsignal zum 10. Dezember 2006; im Zuge einer begrifflichen Vereinheitlichung wurde der Signalbegriff Hp 0, der zuvor nur für Hauptsignale galt, auf Sperrsignale ausgeweitet. Das Formsignal Sh 0 existiert aber weiterhin. Auch das Signalbild mit zwei parallelen roten Lampen bleibt in bestehenden Stellwerken als Hp 0 erhalten, weil die erforderlichen Schaltungsänderungen als zu aufwendig angesehen werden. Bei im Bereich der DV 301 bis zum Anfang der 2000er Jahre gebauten ESTW des Herstellers Siemens ist die zweite Rotlampe deshalb in den Sperrsignalen vorhanden und in Betrieb, jedoch mit einer Blende abgedeckt. Dieser Signalbegriff ist kein Schutzsignal, wird aber auch an Sperrsignalen benutzt, da es sich um einen absoluten Haltbegriff (für Zug- und Rangierfahrten) handelt. | Alt: Neu:                                            |
|                                                                   | Sh 0 – „Halt! Fahrverbot.“Es gibt nur noch das Formsignal. Es gelten die gleichen Regelungen wie bei Hp 0. Es kann in Form eines mechanischen (beweglichen) Sperrsignals ausgeführt sein oder als Tafel auf Prellböcken, die Nebengleise abschließen. Im Gebiet der ehemaligen DR kann es in Kopfbahnhöfen auch Hauptgleise abschließen. Bei einer Gleissperre zeigt es den aufgelegten Zustand an. Bei Drehscheiben und Schiebebühnen zeigt das Signal die unverriegelte Stellung an. Der Infrastrukturbetreiber bestimmt, ob dieses Signal auch aus der Gegenrichtung sichtbar sein muss. Das Signal zeigt in diesem Falle zwei waagerechte, runde weiße Scheiben. |                                                      |
|                                                                   | Sh 1 – „Fahrverbot aufgehoben.“ Ra 12 – Rangierfahrtsignal – „Rangierfahrt erlaubt.“ (nur Lichtsignal)Das Formsignal zeigt einen nach rechts steigenden schwarzen Streifen auf runder weißer Scheibe. Das Lichtsignal zeigt zwei weiße Lichter nach rechts steigend. Im Gebiet der ehemaligen DR heißt das Lichtsignal Ra 12. Es gilt hier nicht für Zugfahrten. Es kann in Verbindung mit einem Hauptsignal, dem Wartezeichen Ra 11 bzw. Ra 11a oder alleinstehend vorkommen und hebt das Fahrverbot sowohl für Rangier- als auch für Zugfahrten auf. Wird Sh 1 bzw. Ra 12 an einem Hauptsignal zusammen mit Hp 0 gezeigt, so hebt es das Rangierverbot auf. Ist das Sh-Signal mit einer Gleissperre verbunden, zeigt das Signal Sh 1 nur an, dass die Gleissperre abgelegt ist. Dies ist keine Zustimmung des Weichenwärters zur Rangierfahrt. Zur Vermeidung von Missverständnissen ersetzte die DR das Formsignal an Gleissperren ab 1959 durch das heutige Signal Wn 7 (früher Gsp 2) mit senkrechtem schwarzen Balken, das heute in ganz Deutschland benutzt wird und alle verbliebenen Signale Sh 1 an Gleissperren ersetzen soll. Das Formsignalbild wird auch an Drehscheiben und Schiebebühnen zur Kennzeichnung des verriegelten Zustandes verwendet. Es erteilte in diesem Fall ebenfalls keine Zustimmung des Drehscheiben- bzw. Schiebebühnenwärters zur Fahrt. Die DR ersetzte den Signalbegriff an diesen Stellen ab 1959 durch das Wartesignal Ra 11b; der Fahrauftrag wurde durch Handsignal Ra 1 bzw. Ra 2 erteilt. Der Infrastrukturbetreiber bestimmt, ob dieses Signal auch aus der Gegenrichtung sichtbar sein muss. Das Signal zeigt in diesem Fall eine runde weiße Scheibe. | am Sperrsignal: am Hauptsignal (mit Hp 0):           |
|                                                                   | Sh 2 – „Schutzhalt.“Als Tageszeichen dient eine rechteckige rote Scheibe mit weißem Rand. Das Nachtzeichen ist ein rotes Licht, das an der Scheibe angebracht ist. Es wird als Abschlusssignal von Stumpfgleisen verwendet. Bei Hauptgleisen können sie Ziel einer Fahrstraße sein, wenn diese sich bis zum Prellbock erstrecken soll. Es wird auch nicht ortsfest als Wärterhaltscheibe verwendet. Sie wird zur Abriegelung von unbefahrbaren Stellen, als Begrenzung von Baugleisen und am Standort von Hauptsignalen, die sich nicht in die Haltlage zurückstellen lassen, aufgestellt. Das Signal Sh 2 kann auch beweglich an einer mit einem mechanischen Vorsignal vergleichbaren Konstruktion angebracht sein. Dies ist ein Überbleibsel aus alten Signalbüchern, welche dieses Signal noch als eigenständiges Deckungssignal Ve 1 aufführten. Diese Variante wurde in den meisten Fällen durch Hauptsignale ersetzt. Die Wärterhaltscheibe kann durch ein Formvorsignal Vr 0 (bei der DR Haltvorscheibe Sh 3) angekündigt werden. Während des regulären Betriebes mit Dampflokomotiven kennzeichnete das Nachtzeichen als Wasserkransignal zusätzlich die Stellung des prinzipbedingt nicht profilfreien Auslegers eines Wasserkranes quer zum Gleis. Bei noch vorhandenen Wasserkränen wird es mangels Alternative weiterhin angewendet, obwohl es im Signalbuch nicht mehr gesondert genannt wird. |                                                      |
| Eine vertikal weiß-rot-weiß gestreifte Fahne wird im Kreis bewegt | Sh 3 – Kreissignal – „Sofort halten.“Für Sh 3 wird eine weiß-rot-weiße Signalfahne oder ein sonstiges Zeichen im Kreis geschwenkt, notfalls der Arm alleine, bei Nacht eine möglichst rot abgeblendete Laterne. Sh 5 – Horn- und Pfeifsignal – „Sofort halten.“Das Sh 5 bezeichnet mehrmals hintereinander drei kurze Töne. Es ist das Notsignal der Bahn. Es ist identisch mit dem Signal Zp 5 – „Es ist etwas Außergewöhnliches eingetreten – Bremsen und Hilfe leisten!“ Beide Signale gibt es in vergleichbarer Form auch beim Rangieren als Rangiersignal Ra 5 „Rangierhalt“, welches dort sowohl das optische als auch das akustische Signal beschreibt. Die drei kurzen Töne gelten dann bereits, wenn sie nur einmal gegeben werden. Ra 5 bedeutet aber, anders als das Kreissignal, nicht, dass eine Schnellbremsung ausgeführt werden muss, sondern eine Betriebsbremsung. | Eine rot leuchtende Handlaterne wird im Kreis bewegt |

Bis zum 1. März 1992, bei der ehemaligen Deutschen Bundesbahn nur bis zum 6. Juli 1986,  existierte noch das Knallsignal Sh 4 („Sofort halten!“, nacheinander ertönen drei Knalle). Es wurde durch auf einen Schienenkopf gelegte Knallkapseln gebildet, wobei schon ein Knall als Halteauftrag galt. Wegen der Gefährlichkeit der Knallkapseln für in der Nähe befindliche Personen und weil mit dem Zugfunk inzwischen bessere Verständigungsmöglichkeiten bestehen, wurde dieses Signal abgeschafft.

## Österreich

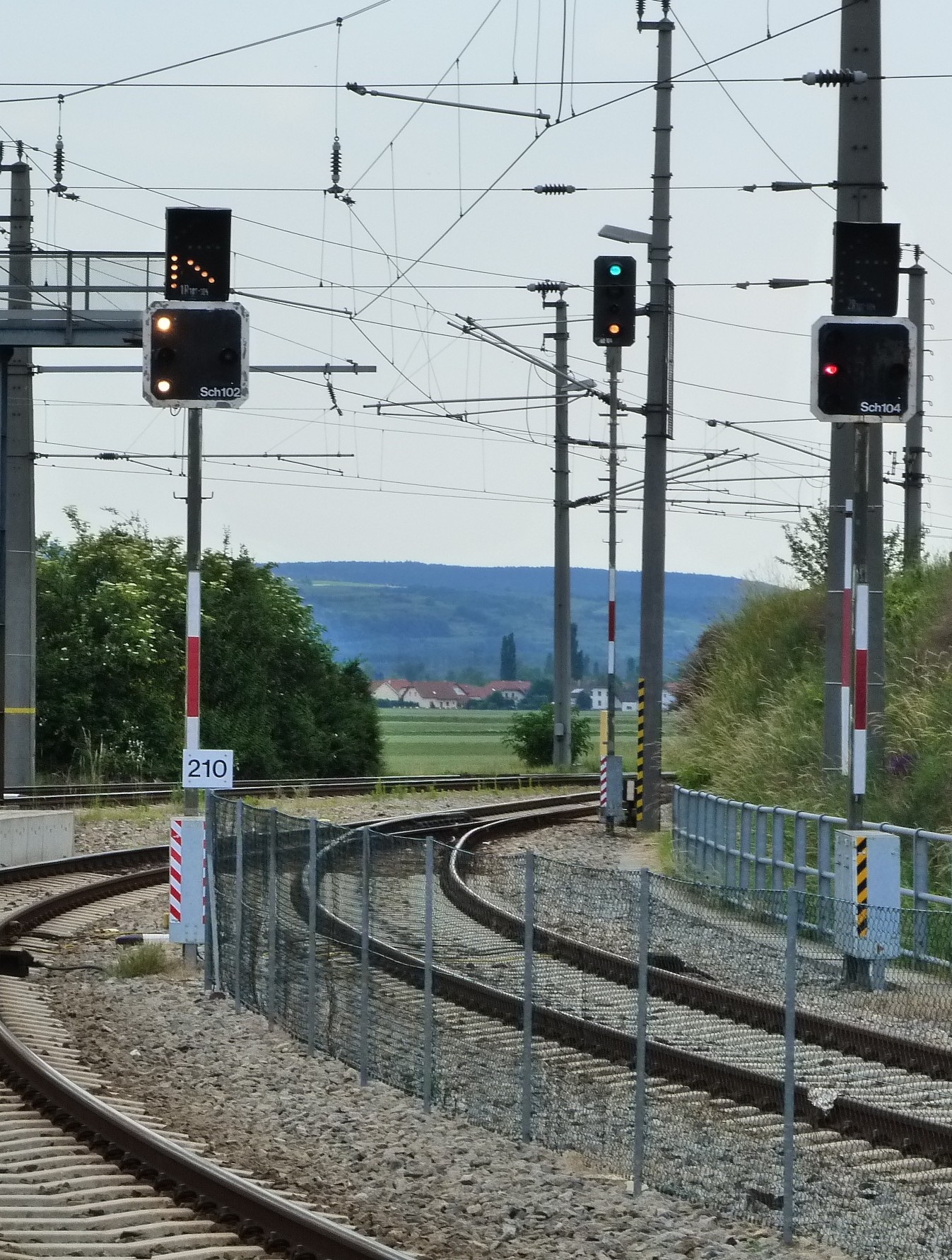
Schutzsignale Sch102 und Sch104 zur Ergänzung des Gruppenausfahrsignals R102-104, Hadersdorf am Kamp, Österreich

Auch bei den Eisenbahnen in Österreich werden Schutzsignale verwendet. Österreichische Schutzsignale sind ausschließlich Lichtsignale. Sie werden
- zur Unterteilung der Hauptgleise in Fahrwegabschnitte,
- zur Ergänzung von Gruppenhauptsignalen und
- zur Kennzeichnung des Endes eines Einfahrtgleises verwendet.

Die Schutzsignale befinden sich stets in Bahnhöfen, daher stehen sie grundsätzlich rechts neben oder über dem Gleis.
Bei Zugfahrten bedeutet das Signal, dass in den nachfolgenden Fahrwegabschnitt mit der Geschwindigkeit eingefahren werden darf, die zuvor am Hauptsignal oder Geschwindigkeitsanzeiger angezeigt wurde. Sollte ein Geschwindigkeitsanzeiger beim Schutzsignal stehen, gilt dessen angezeigte Geschwindigkeit.
Bei Verschubfahrten bedeutet das Signal ohne den mittig lotrechten weißen Streifen, dass die Zustimmung für die Verschubfahrt gegeben wurde. Mit dem Streifen wird die Zustimmung der Verschubfahrt mit dem Verschubsignal „Verschubverbot aufgehoben“ gegeben.
Wie Hauptsignale haben auch Schutzsignale ein weiß-rot-weißes Mastschild. Ist das Signal untauglich, etwa auch bei Ausfall des Rotlichts, darf am Signal nur auf besonderen Auftrag vorbeigefahren werden.
| Das Schutzsignal zeigt | Signalbild                      | Lichtsignal |
| ---------------------- | ------------------------------- | ----------- |
| Fahrverbot             | ein rotes Licht                 |             |
| Fahrverbot aufgehoben  | zwei weiße Lichter übereinander |             |

## Schweiz
Der Begriff „Schutzsignal“ wird in der Schweiz nicht verwendet.
Als Analogie werden dort zum einen die sogenannten Zwergsignale eingesetzt, die hauptsächlich für die Zustimmung zu Rangierfahrten gelten, aber auch bei Zugfahrten beachtet werden müssen. Zum anderen existiert das als Rangiersignal bezeichnete Eisenbahnsignal, welches zum Schützen eines gesperrten Gleises aufgestellt wird, aber auch zur Kennzeichnung von Gleisabschlüssen (Prellböcken) dient. Anstelle des Ausdrucks „Schützen“ wird in den Fahrdienstvorschriften der Ausdruck „Decken“ verwendet.